# André Alba
Pour les articles homonymes, voir Alba.
Professeur d'histoire au lycée Henri-IV, en khâgne, jusqu'en 1959, André Alba (Bayonne, 6 mai 1894 - Clamart, 28 janvier 1979), normalien, agrégé d'histoire, a été un des maîtres  qui ont formé des générations d'historiens en France après la Seconde Guerre mondiale. 

## Publications

### Manuels scolaires
- Le Moyen Âge (classe de 5e), Hachette
- Histoire romaine (classe de 5e), avec Jules Isaac et Albert Malet, Hachette
- Le Moyen Âge (classe de 5e), Hachette
- Rome et le Moyen Âge jusqu'en 1328 (classe de 5e), Hachette
- Rome et les débuts du Moyen Âge (classe de 5e), Hachette
- Histoire contemporaine depuis le milieu du XIXe siècle. Supplément 1919-1939, avec  Jules Isaac, Hachette
- Histoire contemporaine, de 1852 à 1939 (classes de philosophie, de mathématiques élémentaires), avec Antoine Bonifacio et Jules Isaac, Hachette
- De 1848 à 1914 (classe de 1re), avec Antoine Bonifacio et Jules Isaac et Jean Michaud, Hachette
- L'Époque révolutionnaire de 1789 à 1851 (classe de 1re), avec Jules Isaac et Charles-Hippolyte Pouthas, Hachette
- Les Temps modernes (classe de 4e), Hachette
- Histoire, de 987 à 1789 (classe de 4e moderne), Hachette
- La Fin du Moyen Âge, le XVIe et le XVIIe siècles, à l'usage de la classe de 4e, Hachette
- Le Moyen Âge jusqu’à la guerre de Cent Ans, avec Jules Isaac et Albert Malet, Hachette
- De la Révolution de 1789 à la révolution de 1848 (classe de 2e), avec Jules Isaac, Jean Michaud et Charles Hippolyte Pouthas, Hachette
- L'Orient et la Grèce (classe de 6e), avec Gaston Dez, Hachette. Ce volume a été publié en 1942, la référence à Jules Isaac n'apparaît pas sur la couverture.
- Histoire contemporaine (Classe de 3e). Troisième année des écoles primaires supérieures, Hachette